# Базавлуцька Січ
47°34′48″ пн. ш. 34°04′48″ сх. д. / 47.58000° пн. ш. 34.08000° сх. д.

Базавлу́цька Січ — адміністративний і військовий центр запорозького козацтва в 1593–1638 роках.

## Назва
Етимологія назви належить до чітко не з'ясованих. Дехто з дослідників назву виводить від тюркських *bazuk, *buzuk (тур. Bazyk) «зіпсована вода». Назва утворилася за допомогою тюркського форманта *lyk.

## Розташування
Січ розташовувалася на острові Базавлук, біля нинішнього села Грушівка, де до Дніпра впадали три річки — Базавлук, Підпільна і Скарбна. Територія острова знову відкрилася після затоплення у липні 2023 року. Найближче сучасне місто - Покров, 10 км. на північ.

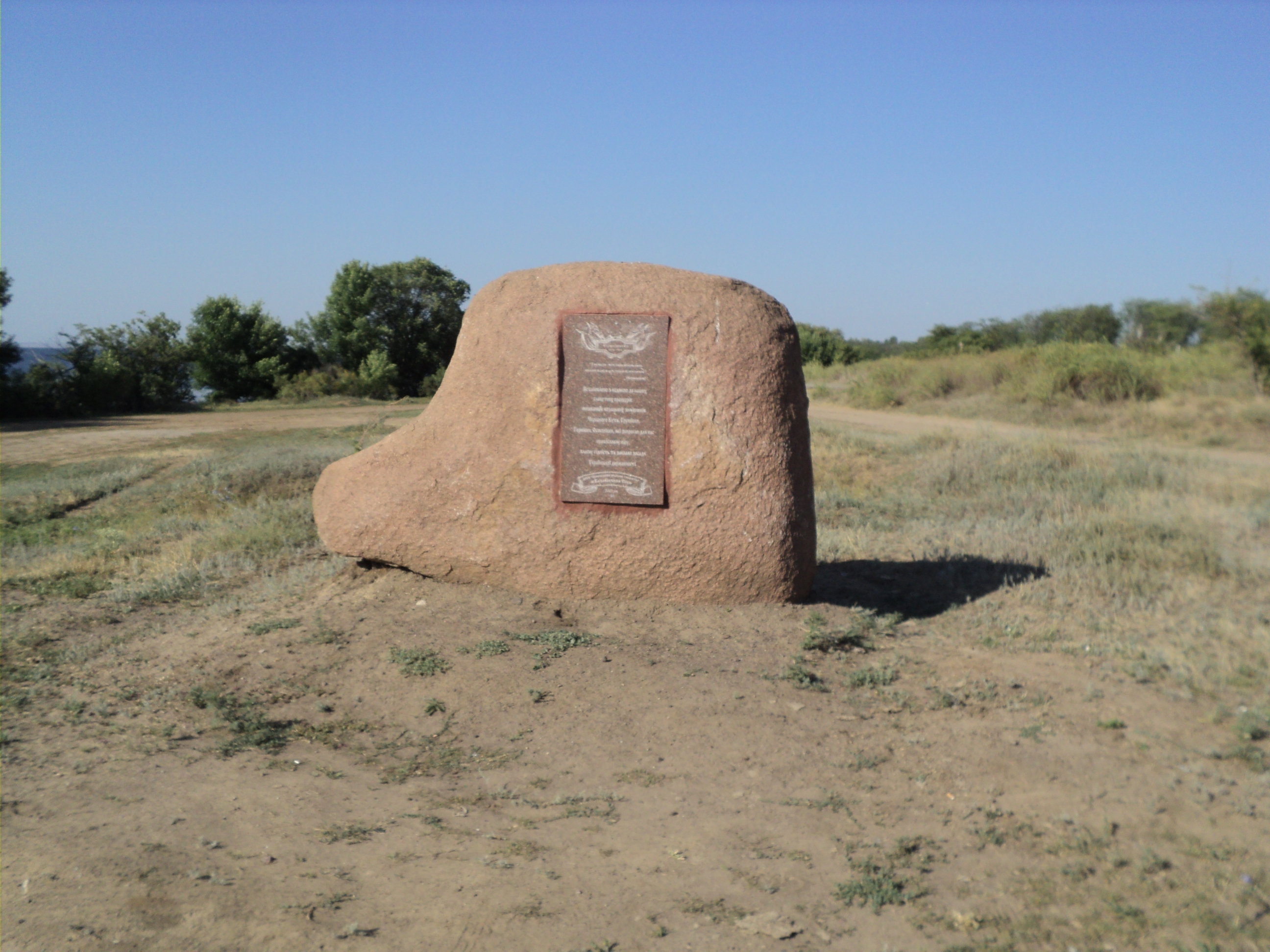
Пам'ятний знак Базавлуцької Січі у Грушівці ліворуч по виїзді з дамби через Каховське водосховище
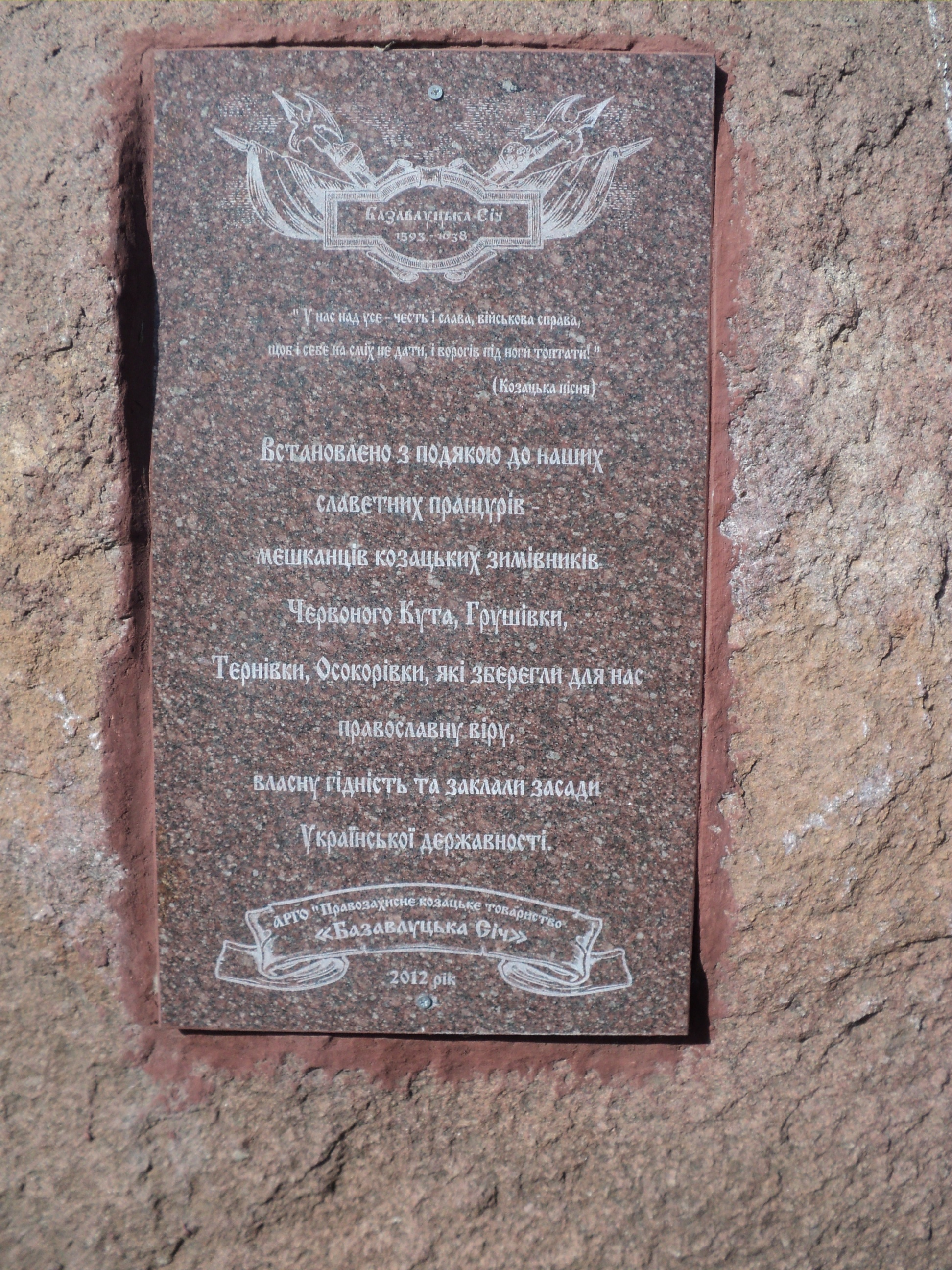
Інформаційна табличка на Пам'ятному знакові

Місцевість навколо Базавлуцької Січі, із давньогрецьких часів відома як Гілея, була вкрита лісом, поросла високою травою та очеретом, перетиналась безліччю річок, лиманів та озер, що утруднювало дії татарської кінноти, а османські галери легко знищувались козаками в лабіринтах річок і проток. Укріплювалась січ валом, палями, вежами з встановленими на них гарматами. В центрі Базавлуцької Січі розміщувався майдан. Поблизу майдану стояли церква, будинок кошового, козацькі курені і пушкарня. На початку на січі були курені зі стінками, сплетеними з лози і накритими від дощу кінськими шкірами.

## Історія
Звідси організовувалися найбільші й найважливіші морські походи запорожців, в тому числі під проводом Петра Сагайдачного та Михайла Дорошенка.
Наприкінці XVI століття та у 20—40-х роках XVII століття на Базавлуцькій Січі формувалися загони, що ставали ядром козацьких повстань під проводом Северина Наливайка (1594—1596), Марка Жмайла (1625), Тараса Федоровича (Трясила) (1630), Івана Сулими (1635), Павла Павлюка, Карпа Скидана, Дмитра Гуні, Якова Острянина (1637—1638).
Після розгрому козацько-селянських повстань 1637—1638 років Базавлуцька Січ була зруйнована. Поляки перенесли її на Микитин Ріг, встановивши там свою військову залогу.
У липні 2023 року територія Січі знову відкрилася після затоплення   Каховським водосховищем.

## Дослідження
Не слід плутати Базавлуцьку Січ біля села Грушівка, пов'язану з іменами Сагайдачного, Сулими, Дорошенка з іншими січами, що розташовані у 5-10 км. одна від одної: 
Микитинська Січ - у старій частині сучасного Нікополя, біля перевозу через останні пороги, пов'язана з іменем Б. Хмельницького, 
Чортомлицька (Стара Січ) біля села Капулівка, пов'язана з Іменем Івана Сірка, 
Тривалий час дослідники помилково пов'язували Базавлуцьку Січ з історією Чортомлицької Січі (1652—1709), що навіть відобразилося у назві найближчої залізничної станції Чортомлик.
Іноземні дослідники Бартош Папроцький, Еріх Лясота і Гійом Левассер де Боплан наприкінці XVI — першій половині XVII століття описали його розташування, особливості рельєфу й природного середовища. 
У XX столітті про Базавлук писали Дмитро Яворницький, Адріан Кащенко та ін.